# Дора Габе
Дора Петрова Габе (буг. Дора Габе; Дабовник, 16. август 1888 — 16. новембар 1983) била је бугарска јеврејска песникиња. Објављивала је поезију за одрасле и децу, као и путописне књиге, приповетке и есеје. У каснијим годинама бавила се опсежним преводилачким радом.

## Биографија
Рођена је 16. августа 1888. у Дабовнику, као ћерка Питера Габеа, имигранта из Русије, који је постао први Јеврејин који је изабран у народну скупштину Бугарске. Када му је забрањено да преузме дужност, окренуо се новинарству и постао позната јавна личност у Бугарској. Дора је похађала средњу школу у Варни, а затим је дипломирала природне науке на универзитету у Софији 1904. Касније је студирала француску филологију у Женеви и Греноблу (1905—1906). Предавала је француски језик у Добричу 1907. Од 1911. до 1932. године боравила је у иностранству у Пољској, Немачкој, Швајцарској, Аустрији, Чешкој, Француској, Уједињеном Краљевству са супругом проф. Бојаном Пеневом. Двадесетих и тридесетих година одржала је бројна предавања о политичким и културним питањима као што су развој бугарске књижевности и судбина регије Добруџа.
Министарство образовања у Бугарској је 1925. доделило Дори Габе да уређује серију библиотеке за најмлађе (буг. Библиотека за най-малките). Такође је била уредница часописа за децу „Прозор” 1939—1941.
Била је једна од оснивача бугарско-пољског комитета 1922. и бугарског PEN клуба 1927, чија је била дугогодишња председница. Била је саветник за културна питања у бугарској амбасади у Варшави 1947—1950. и представница Бугарске у међународном конгресу PEN клубова.
Године 1968. додељена јој је титула почасног грађанин Добрича.
Широко је призната као једна од најуспешнијих бугарских песникиња, а Бугари је воле не само због њеног рада, већ и због дубоког поштовања према свим уметностима и добротворном духу. Популарна анегдота тврди да су након државног удара 9. септембра Партизани послати да живе у њеном стану. Песникиња се преселила у недовршену вилу своје сестре где је морала да спава са огртачем испод ћебади, јер није било грејања, и морала је да укључи пећ да загреје руке како би могла да пише. Касније у животу, Габе отвара стан као дом за све младе песнике који траже где могу да живе и стварају. Преминула је 16. новембра 1983. у Софији.

## Књижевна каријера
Године 1900. у Шумену је објавила једну од својих првих песама под називом „Пролеће” у књижевном часопису „Младост”. Убрзо након тога, објавила је низ песама у часописима „Мисао”, „Демократска смотра” и „Ново друштво” 1905—1906. Ово је означило почетак њене књижевне каријере.
Објављивала је 20-их и 30-их поезију за одрасле и децу, путописе, приче, есејистичку фантастику, утиске, позоришне критике, чланке о питањима иностране и бугарске књижевности, биографске скице песника и писаца у часописима као што је „Савремена мисао” Златорог, „Пољско-бугарска ревија”, „Демократска ревија”, „Падајуће лишће”, „Добрудјански преглед”, „Уметност и критика”, „Слово”, „Старост”, „Женски журнал”, „Слободни говор”, „Зора”, „Женски глас”, „Мисао”, „Савремени”, „Часопис новина”, „Дневник”, „Ватромет”. Доприносила је разним дечјим часописима попут „Кријесница”, „Дечја радост”, „Дечји свет”, „Другарче”, „Дечји живот”, „Ивета”, „Славуј”, „Весели бенд”, „Прозор” и други.
После 1944. објављена је у најпопуларнијим бугарским новинама и часописима, као и у дечијем часопису „Славуј”, „Одред”, „Деца, уметност, књиге” и другима. „Љубичице”, прва Габеова књига о лирској поезији, показује сецесионистички сентиментализам и дубоко разумевање симболизма.
Њена дела су превођена у Аргентини, Аустрији, Великој Британији, Вијетнаму, Немачкој, Грчкој, Канади, Куби, Либану, Перуу, Пољској, Румунији, Русији, Словачкој, Украјини, Француској и Чешкој.

## Превод
Од 1917. до краја живота, Дора Габе се активно бавила превођењем. Преводила је дела Адама Мицкјевича, Марије Конопничке, Станислава Виспјањскија, Јулијуша Словацки, Владислава Рејмонта, Јана Каспровича, Хенрика Сјенкјевича, Адолфа Дигашињског, Јулијана Тувима, Витеслава Незвала, Карела Чапека, Самуила Маршака, Јаниса Рицоса и многих других. Течно је говорила пољски, чешки, руски, француски и грчки језик. Њена најпознатија преводилачка дела укључују:
- серију антологије „Пољски песници” (1921)
- „Химне” Јана Каспровича (1924)
- „Анђео” Ј. Словачког (1925)

## Рад на енглеском
- Dora Gabe (1978).  John Robert Colombo; Nikola Roussanoff, ур. Depths: conversations with the sea. Hounslow Press. ISBN 978-0-88882-035-8. Приступљено 21. 8. 2013.

## Награде
- 27. августа 1927. — Златни крст за заслуге (Пољска)[8]
- 20. априла 1929. — почасна диплома Мировног савета[9]
- 30. децембра 1946 — награда „9. септембра 1944”, III степен[10]
- 1. октобар 1963. — награда коалиције бугарских писаца за песму „Отаџбина”[11]
- 21. маја 1966. — почаствована титула за истакнутог агента културе у области поезије[12]
- 28. августа 1968. — орден „Георге Димитров” поводом њеног 80. рођендана[13]
- 23. маја 1969 — почаствована титула „Надарени агент културе”[14]
- 16. јуна 1972. — почасна диплома централне уније професионалних синдиката за традиционалну епску причу „Мајка Парашкева”[15]
- 9. јула 1978. — почаствована титула „Лауреат Димитровљеве награде” за збирке песама „Чекај сунце”, „Дубине” и „Згушњена тишина”[16]
- 25. августа 1978. — почаствована титула „Херој социјалистичког напора” поводом њеног 90. рођендана[16]
- 25. децембра 1978. — почаствована знаком Софије, I степен[17]
- Јуна 1979. — посебна награда савеза бугарских композитора за њену лирску песму „Својеглав”[18]
- Априла 1979. — награда „Петко Славејков” за њен књижевни и уметнички допринос књижевности за децу и младе[19]